# Serkan Yanık
Serkan Yanık (* 2. April 1987 in Toulouse) ist ein türkisch-französischer Fußballspieler.

## Karriere
Yanık kam 1987 im französischen Toulouse als Sohn türkischer Einwanderer auf die Welt. Das Fußballspielen erlernte er hier als Straßenfußballer und wurde dann von den Talentjägern des Stade Reims entdeckt. Im Sommer 2007 wechselte er zum damaligen Zweitligisten Kocaelispor. Hier fand er auf Anhieb in die Stammelf und erreichte mit seiner Mannschaft zum Saisonende die Meisterschaft der TFF 1. Lig und damit den direkten Aufstieg in die Süper Lig. In der Süper Lig fristete er eher ein Reservistendasein und kam nur sporadisch zu Einsätzen. Nach dem Auslaufen seines Vertrages wechselte er in zum Zweitligisten Bucaspor. Hier eroberte er sich wieder sofort einen Stammplatz und erreichte mit seiner Mannschaft zum Saisonende die Vizemeisterschaft der TFF 1. Lig und damit den direkten Aufstieg in die Süper Lig. Nach einem Jahr in der Süper Lig stieg er mit seiner Mannschaft wieder in die TFF 1. Lig ab.
Im Sommer 2012 verließ er nach dem Auslaufen seines Vertrages Bucaspor und wechselte zum Erstligisten Mersin İdman Yurdu.
Nachdem Mersin İY zum Sommer 2013 den Klassenerhalt verpasst hatte, wechselte Yanık zum Ligakonkurrenten Gençlerbirliği Ankara. Bereits zur nächsten Winterpause kehrte er zu seinem vorherigen Verein Mersin İY zurück.
Im Sommer 2015 wechselte er zum Zweitligisten Gaziantep Büyükşehir Belediyespor. Eine Saison später zog er mit seinem Teamkollegen Nikola Raspopović zum Ligarivalen Adana Demirspor weiter.

## Erfolge
Mit Kocaelispor
- Meister TFF 1. Lig und Aufstieg in die Süper Lig: 2007/08

Mit Bucaspor
- Vizemeister der TFF 1. Lig und Aufstieg in die Süper Lig: 2009/10

Mit Mersin İdman Yurdu
- Play-off-Sieger der TFF 1. Lig und Aufstieg in die Süper Lig: 2013/14